# Ska
L'ska és un estil musical originari de Jamaica precursor del rocksteady i més tard, del reggae. Com que és un gènere particularment apte per a fusions ha incorporat, a través de diferents variants, els més diversos llenguatges musicals. Des d'un principi, les versions a ritme de ska de composicions populars per a cinema i televisió (The James Bond Theme, Exodus, A Shot in the Dark, The Untouchables, etc.) li va gravar a foc la seua particular identitat, entre del carrer, nostàlgica i "misteriosa", característica que conservaria a través de les èpoques. Està fortament associada als moviments mod, rude-boys i skinhead.

## Història

### Naixement
L'ska naix a Kingston, capital de Jamaica, al final de la dècada dels 50, en un moment en què la població comença a afluir del medi rural a l'urbà. A les ciutats els habitants es congregaven en places on posaven les sound systems punxaven les últimes novetats nord-americanes de jazz, soul i, sobretot, rhythm & blues. En un principi es tractava de furgonetes amb un sorollós i primitiu equip de so. Les dos principals van ser Trojan de Duke Reid i Sir Coxsone Downbeat, de Clement Dodd, als que més tard s'hi uniria Cecil Bustamante, anomenat Prince Buster. Els sound systems no tenien cap altre remei que punxar música dels Estats Units, ja que la indústria musical jamaicana era inexistent. Salvant algunes cintes de va esmentar de Stanley Motta, fins a 1954 no apareix el primer segell musical, Federal, que, a més, està orientat cap a la música nord-americana. Els seus propietaris es desplaçaven a Miami o Nova Orleans a la recerca de material nou amb què satisfer la gran demanda musical que hi havia a l'illa. Per a gaudir d'exclusivitat sobre les gravacions i mantenir l'exclusivitat sobre la clientela, es recorria a trucs com llevar la galeta dels disc perquè foren inidentificables, o enviar perdonavides als sound system de la competència per a boicotejar-les.
El catalitzador que va iniciar la carrera musical jamaicana, va ser el futur primer ministre Edward Seaga que en 1958 funda West Indian Records Limited, produint música d'artistes locals, reinterpretant ritmes nord-americans. Aqueix mateix any, Chris Blackwell produeix una gravació de l'encara desconegut Laurel Aitken. Un any després, Duke Reid i Clement Cosxsone, veient la possibilitat de tenir gravacions exclusives per als seus sound systems, funden els seus propis segells, Treasure Isle i Studio One, respectivament.
Al final de la dècada de 1950 els músics de Kingston comencen a experimentar amb la fusió de jazz i rhythm & blues nord-americà amb ritmes autòctons del Carib, com el mento i el calypso, adaptant-lo al gust de l'illa segons les tendències que s'imposaven en els sound systems. El nom pròpiament dit és d'origen incert, encara que pot ser l'onomatopeia del so de la guitarra, però també és cert que el baixista Cluet Johnson usava anteriorment el terme skavoovie. L'any 1959 en els estudis Federal es registra el tema Easy Snappin, de Theophilus Beckford, produït per Clement Dodd, amb Cluet Johnson al contrabaix i el saxofonista Roland Alphonso, posterior membre fundador de Skatalites, banda d'estudi del segell Studio One.
En 1962 l'ska ja està plenament assentat com la música per excel·lència de Jamaica, i sonen temes ad hoc amb motiu de la independència de l'illa del Regne Unit, com Sound of Freedom de Skatalites o Forward March de Derrick Morgan. En 1964, aprofitant la Fira Mundial de Nova York es presenta aquest estil en societat davant el món, sent els triats per a això Byron Lee & the Dragonaires, amb l'ajuda de Prince Buster i Peter Tosh. En aqueix mateix any, aconseguia el número 1 en les llistes britàniques i el 2 nord-americanes de popularitat una versió de l'èxit de 1957 de Barbie Gaye, My Boy Lollipop, interpretada per Millie Small, amb Ernest Ranglin encarregat dels arreglaments de guitarra, i Rod Stewart, conegut llavors com a Rod the Mod, tocant l'harmònica.
Durant la resta de la dècada de 1960, s'implanta en Europa ràpidament, gràcies a la popularitat de què va gaudir al Regne Unit, país a què es van traslladar un gran nombre d'estrelles jamaicanes com a Lauren Aitken, Derrick Morgan o Alton Ellis per a prosseguir allí les seues carreres, perquè aquest estil comptava amb una gran acceptació entre la nombrosa colònia antillana que havia immigrat a la metròpolis, on abundaven els Rude Boys sinó entre la joventut britànica, principalment entre els Mods. No obstant això, els tímids intents de copiar aqueixa música per part de músics europeus, van donar uns resultats de no molta qualitat, com les aproximacions de Georgie Fame.

### Segona onada, el segell Two Tone
Als anys 70 l'ska, gràcies als immigrants jamaicans rudeboys, viatja a Anglaterra on es mescla amb el punk resultant un so més ràpid i contundent però mantenint l'estil alegre i ballable. La ideologia d'aquests nous rudies és menys violenta i s'enfrontarà a l'onada de racisme propulsada pel creixent corrent d'extrema dreta del país. Els rudies establiran així una actitud inconformista i antisistema que era pròpia del punk. Des de la final dels anys 70 i en plena era New Wave anglesa, el segell Two Tone –entre altres– va donar a conèixer alguns dels grups més famosos internacionalment com ara: Madness, Specials, The Selecter, Bad Manners. Altres exponents de l'època, amb diferents estils, van ser The Bodysnatchers, Rico Rodriguez, Rhoda Dakar i The English Beat.

### Tercera onada
La dècada dels anys 90 va obrir pas a les fusions amb el punk rock i el hardcore, representats fonamentalment per conjunts americans, com The Mighty Mighty Bosstones, Voodoo Glow Skulls i altres, com per exemple, a Espanya el grup Kortatu. Altres bandes van continuar mantenint l'estil "roots" (original de Jamaica) i el Two Tone anglès, entre les que es compten els alemanys The Busters, els americans Scofflaws, The Toasters, etc.
També llavors van començar a desenvolupar-se les bandes de ska més emparentades amb el jazz, com Jump With Joey, Let's Go Bowling, Undercover S.K.A. o New York Ska-Jazz Ensemble. També hi ha altres grups reconeguts, amb menor projecció com, Ki Sap, Skalariak, Dr. Calypso, Skaparrapid, Splitt Sound, Cabezas Tomadas en Serio, Psicosis, La Karraska, Sekuela de Resaka, I Voted For Kodos, SubSuburban Legends, Skaserio, Skandalu, The OC Supertones, Starlites, Moloko Plus, Sick Sick Six, Ttak, etc. A la important escena llatinoamericana, es destaquen els argentins Romana Patrulla, Scraps, Satélite Kingston, Sig Ragga Nauru i Butumbaba.
La gran majoria d'aquests grups tenen lletres de contingut social i combatiu i no produeixen només l'antiga música ska, sinó que la combinen amb altres estils musicals, com ara el reggae, ragamuffin, rock, punk, Oi!, hardcore, hardcore melòdic, salsa, merengue, ...

## Ritme
El que fa sonar l'ska de forma característica són els "colps" de guitarra que sonen a destemps (offbeat). És a dir, aquestes notes ràpides que sonen entre els colps de bateria.
Majoritàriament la música d'aquest estil fa servir un compàs binari (2/4 o 4/4).